# Stalinprijs
De Stalinprijs (Russisch: Сталинская премия) was een hoge civiele staatprijs van de Sovjet-Unie van 1941 tot 1954 die toegekend werd aan personen die zich op wetenschappelijk, technologisch, militair-wetenschappelijk, literair, kunstzinnig of muzikaal gebied hadden onderscheiden.
Er waren aparte prijzen voor de verschillende wetenschaps- en kunstvormen, en de prijs werd toegekend in een eerste en tweede klasse, met hieraan gekoppeld een geldbedrag van respectievelijk 100.000 en 50.000 roebel.
Deze prijs werd een decennium later (vanaf 1966) opgevolgd door de Staatsprijs van de Sovjet-Unie.

## Laureaten (selectie)
- 1941: 
  - Nikolaj Asejev voor zijn gedicht Majakovski begint
  - Aram Chatsjatoerjan voor zijn vioolconcert in d mineur
  - Nikolaj Mjaskovski voor zijn 21e symfonie
  - Joeri Sjaporin voor zijn symfonische cantate In de velden van Koelikov
  - Dmitri Sjostakovitsj voor zijn pianoquintet opus 57
  - Vera Moechina voor haar sculptuur Arbeider en kolchozboerin
  - Aleksej Favorski voor zijn innovaties bij synthetisch rubber
  - Marina Semjonova voor haar oeuvre als choreografe en balletdanseres
  - Michail Sjolochov voor zijn literaire werk
  - Andrej Kolmogorov voor zijn bijdrage aan de wiskunde
  - Sergej Sobolev voor zijn bijdrage aan de wiskunde
  - Ivan Matvejevitsj Vinogradov voor zijn bijdrage aan de wiskunde
  - Dmitri Maksoetov voor zijn bijdrage aan de astronomische optica
  - Vladimir Obroetsjev voor zijn bijdrage aan de geologie
  - Vasili Degtjarjov voor zijn wapenontwerpen
- 1942:
  - Tichon Chrennikov voor de filmmuziek Свинарка и пастух (het varken en de herder)
  - Dmitri Sjostakovitsj voor zijn symfonie nr. 7
  - Ilja Ehrenburg voor zijn literaire werk
  - Vasili Degtjarjov voor zijn wapenontwerpen
- 1943:
  - Aram Chatsjatoerjan voor zijn ballet "Gajaneh"
  - Leonid Leonov voor zijn boek De invasie
  - Sergej Prokofjev voor zijn 7e pianosonate in Bes majeur op. 83
  - Vissarion Sjebalin voor zijn strijkkwartet nr. 5
  - Aleksej Nikolajevitsj Tolstoj voor zijn Langs de lijdensweg en Peter de eerste
  - Aleksandr Serafimovitsj voor zijn literair werk
- 1944
  - Vasili Degtjarjov voor zijn wapenontwerpen
- 1945:
  - Sergej Eisenstein voor zijn film Ivan de Verschrikkelijke, deel 1
  - Veniamin Kaverin voor zijn boek De twee kapiteins
  - Wanda Wasilewska voor haar literaire werk
  - Vikenti Veresajev voor zijn literaire werk
- 1946:
  - Emil Gilels voor zijn werk als pianist
  - Reinhold Glière voor zijn concert voor coloratursopraan en symfonisch orkest, f-kl.t. - F-gr.t., opus 82
  - Dmitri Kabalevski voor zijn 2e strijkkwartet g-kl.t. opus 44
  - Gara Garajev voor zijn opera Moederland
  - Aram Chatsjatoerjan voor zijn 2e symfonie "Symfonie met de Klok" in e mineur
  - Sergej Prokofjev voor zijn Assepoester-suite voor ballet opus 87
  - Georgi Vasiljevitsj Sviridov voor zijn pianotrio in a klein
  - Vera Panova voor haar boek Sputniki
  - Dmitri Maksoetov voor zijn bijdrage aan de astronomische optica
  - Aleksandr Fadejev voor zijn boek De jonge garde
  - Ahmed Gadzhiev voor zijn opera Vaderland
- 1947:
  - Sergej Prokofjev voor zijn sonate voor viool en piano nr. 1
  - Vissarion Sjebalin voor zijn cantate "Moskou"
  - Sergej Vasilenko voor zijn opera Mirandolina
  - Vera Panova voor haar boek Krushilicha
  - Pjotr Pavlenko voor zijn boek Het geluk
  - Viktor Nekrasov voor zijn boek In de loopgraven van Stalingrad
- 1948:
  - Boris Asafjev voor zijn monografie over Glinka
  - Ilja Ehrenburg voor zijn literaire werk
  - Reinhold Glière voor zijn strijkkwartet Nr. 4 f-kl.t. opus 83
  - Gara Garajev voor zijn symfonisch gedicht Leila en Mainoen
  - Anatoli Rybakov voor zijn boek De dolk
- 1949:
  - Fikret Amirov voor zijn symfonisch mugam nr. 1 en nr. 2
  - Aleksandr Aroetjoenjan voor zijn cantate voor het moederland
  - Dmitri Kabalevski voor zijn vioolconcert in C majeur, opus 48
  - Fjodor Gladkov voor zijn boek Verhaal van mijn kindertijd
  - Vera Panova voor haar boek Yasny Bereg
  - Michail Kalasjnikov voor de ontwikkeling van de Avtomat Kalasjnikova obraztsa 1947 goda
  - Vasili Degtjarjov voor zijn wapenontwerpen (postuum toegekend)
- 1950:
  - Reinhold Glière voor zijn ballet Medny vsadnik
  - Nikolaj Mjaskovski voor zijn sonate voor cello en piano nr.2 a-kl.t. op. 81
  - Dmitri Sjostakovitsj voor zijn filmmuziek bij 'De val van Berlijn' (regie Chiaureli) opus 82
  - Vladimir Obroetsjev voor zijn bijdrage aan de geologie
  - Viktor Hambartsoemian en Benjamin Markarian voor hun bijdrage aan de astrofysica
- 1951:
  - Dmitri Kabalevski voor zijn opera De familie Taras
  - Nikolaj Mjaskovski voor zijn symfonie nr. 27
  - Sergej Prokofjev voor zijn "Op vredeswacht", oratorium op. 124
  - Otar Taktakisjvili voor zijn symfonie nr. 1 in a klein
  - Anatoli Rybakov voor zijn bijdrage aan de literatuur
  - Joeri Trifonov voor zijn bijdrage aan de literatuur
  - Nikolaj Nikitin voor zijn boek De Aurora van het Noorden
  - Olga Berggolts voor haar versepos Perworossijsk
  - Ding Ling voor haar boek De Zon schijnt over de Sanggan Rivier
- 1952:
  - Dmitri Sjostakovitsj voor zijn 10 gedichten voor koor door revolutionaire dichters, opus 88
  - Otar Taktakisjvili voor zijn pianoconcert nr. 1 in c klein
  - Léon Theremin voor zijn uitvinding van de afluisterapparatuur het ding
- 1953:
  - Manfred von Ardenne voor zijn bijdrage aan de ontwikkeling van de atoombom
  - Bruno Pontecorvo voor zijn bijdrage aan de kernfysica
  - Pablo Neruda voor zijn bijdrage aan de wereldvrede
  - Isabelle Blume voor haar bijdrage aan de wereldvrede
- 1954:
  - Andrej Sacharov voor zijn bijdrage aan de fysica
  - Igor Tamm voor zijn bijdrage aan de fysica
  - Igor Koertsjatov voor zijn bijdrage aan de fysica